# مسح هيكلي
المسح الهيكلي أو الفحص الهيكلي (بالإنجليزية: Skeletal survey)‏ ويُعرف أيضًا باسم مسح العظم، هو عبارة عن سلسلة من الأشعة السينية لجميع العظام في الجسم، أو على الأقل الهيكل العظمي المحوري والعظام القشرية الكبيرة، وغالبًا ما يستخدم في تشخيص الورم النخاعي المتعدد، حيث تظهر رواسب الورم كآفات مثقوبة.).
وتشمل المجموعة القياسية من الأشعة السينية لمسح الهيكل العظمي الأشعة السينية للجمجمة، والعمود الفقري بأكمله، والحوض، والأضلاع، وعظام الفخذ والعضد في الجهتين اليمنى واليسرى، وقد وجد أنه أكثر حساسية من التصوير بالرنين المغناطيسي والنظائر المشعة للكشف عن مشاركة العظام في الورم النخاعي المتعدد، كما تستخدم أيضًا المسوحات الهيكلية مع إصابات غير عرضية يشتبه في الاعتداء على الأطفال، حيث يتم الإبلاغ عن هذه من قبل استشاري طب الأطفال.